# DeMarcus Cousins
DeMarcus Amir Cousins (ur. 13 sierpnia 1990 w Mobile) – amerykański koszykarz, występujący na pozycji środkowego, mistrz świata z 2014 oraz olimpijski z 2016, od 2023 zawodnik Mets de Guaynabo.

## Życiorys
Urodził się w Mobile w Alabamie i uczęszczał do miejscowej szkoły średniej LeFlore Magnet High School. W 2009 roku brał udział w meczach gwiazd zawodników szkół średnich takich jak McDonald’s All-American Game, Nike Hoop Summit czy Jordan Brand Classic. Został wybrany do pierwszej piątki All-USA magazynu USA Today. Według serwisu skautingowego Rivals.com był drugim zawodnikiem szkół średnich w kraju, zaś według ESPN – czwartym.
15 kwietnia 2009 podpisał Letter of Intent z uczelnią Kentucky. W sezonie 2009/10 zdobywał średnio 15,1 punktu, 9,8 zbiórki i 1,8 bloku na mecz. Został wybrany Debiutantem Roku (ang. Freshman of the Year) konferencji Southeastern Conference; dostał się także do pierwszej piątki konferencji. Wraz z drużyną Wildcats doszedł do 1/8 turnieju NCAA, gdzie Kentucky przegrało z West Virginia Mountaineers.
8 kwietnia 2010 zadeklarował swój udział w drafcie. Został w nim wybrany z 5. numerem przez Sacramento Kings. 7 lipca 2010 podpisał dwuletni kontrakt z tym klubem. W swoim debiucie, 27 października 2010, przeciwko Minnesocie Timberwolves uzyskał 14 punktów, 8 zbiórek i 5 asyst. Cousins wziął udział w Rising Stars Challenge, w którym zdobył 33 punkty i 14 zbiórek. W swoim debiutanckim sezonie zdobywał średnio 14,1 punktu i 8,6 zbiórki. Dostał się do pierwszej piątki debiutantów, a w głosowaniu na Rookie of the Year zajął 3. miejsce, po Blake’u Griffinie i Johnie Wallu.
4 lutego 2012 Cousins zdobył 21 punktów i 20 zbiórek i uzyskał swoje pierwsze double-double na poziomie 20–20. Po raz drugi wziął udział w Rising Stars Challenge (18 punktów, 11 zbiórek). 3 kwietnia 2012, w przegranym meczu z Phoenix Suns, ustanowił własny rekord pod względem liczby zdobytych punktów (41).
22 grudnia 2012 został zawieszony przez Kings na czas nieokreślony z powodu „nieprofesjonalnego zachowania i działania szkodliwego dla zespołu”. Zawieszenie zostało zdjęte 24 grudnia. 30 grudnia 2012, w meczu z Boston Celtics, Cousins, zdobywając 12 punktów, 10 zbiórek i 10 asyst, uzyskał pierwsze triple-double w profesjonalnej karierze.

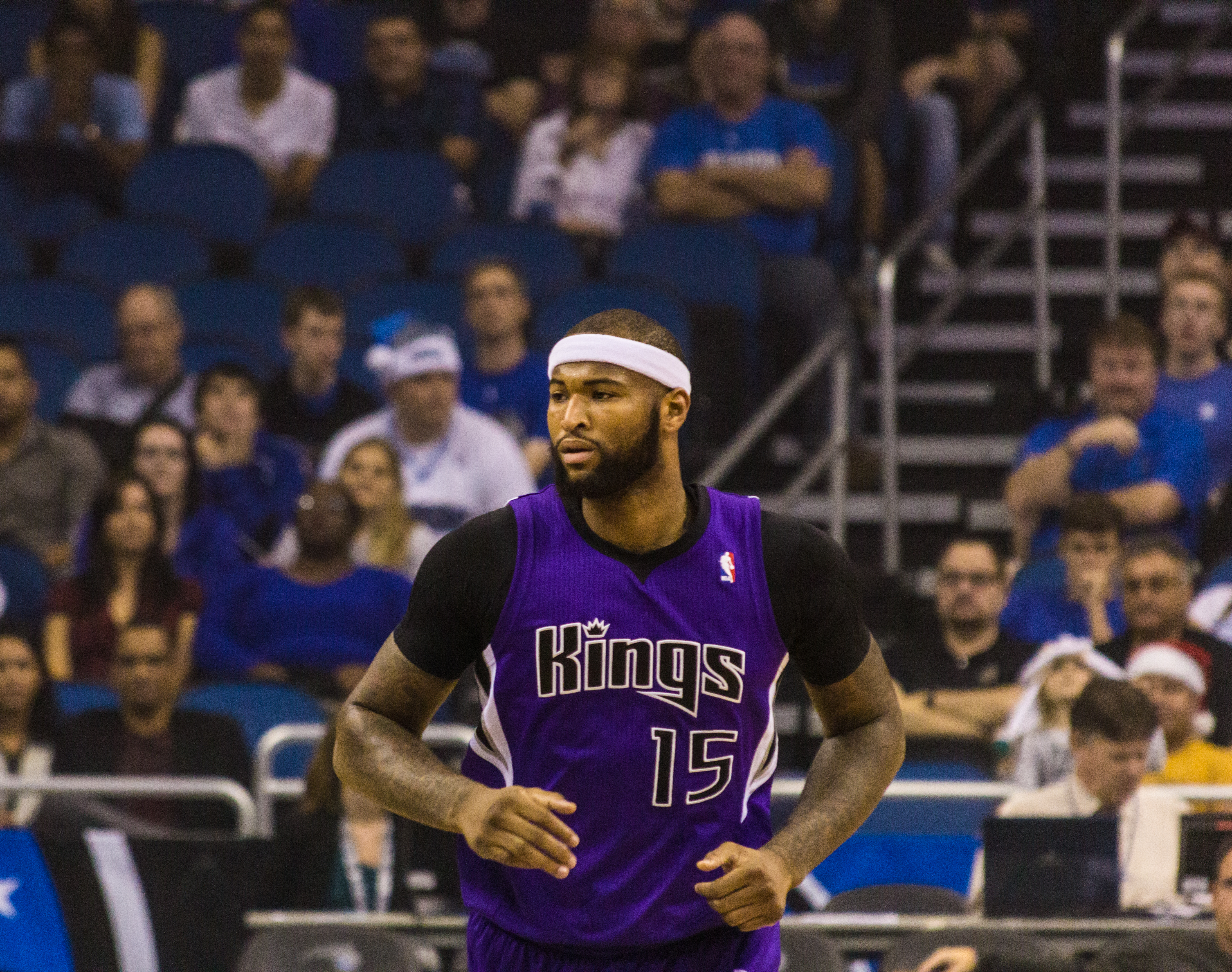
Cousins w barwach Kings w 2013 roku

Przed sezonem 2013/14, 30 września 2013, Cousins podpisał przedłużenie kontraktu z Kings, które według ESPN zostało zawarte na cztery lata i opiewa na 62 milionów dolarów. 13 stycznia 2014 został wybrany Graczem Tygodnia konferencji zachodniej. W trakcie sezonu miał serię 15 meczów z rzędu, w których zdobywał double-double; była to także najdłuższa taka seria w historii klubu. Seria ta zakończyła się 22 stycznia 2014, w meczu z Rockets, w którym Cousins doznał kontuzji lewej kostki i opuścił 6 kolejnych meczów. 27 lutego został ukarany meczem zawieszenia przez NBA po tym, jak w meczu z Houston Rockets uderzył rozgrywającego Patricka Beverley w brzuch. W swoim czwartym sezonie w NBA, Cousins był liderem klubu pod względem punktów, zbiórek, przechwytów i bloków. W trakcie sezonu 53 razy uzyskał double-double, czym ustanowił rekord Kings od czasu przeprowadzki tego klubu do Sacramento.
Przed sezonem 2014/15, Cousins, wraz z reprezentacją Stanów Zjednoczonych, wziął udział i zdobył złoty medal na Mistrzostwach Świata 2014. W turnieju zdobywał średnio 9,8 punktu i 5,7 zbiórki na mecz.
W trakcie 15 pierwszych meczach sezonu 2014/15 Cousins zdobywał średnio 23,5 punktu, 12,6 zbiórki i 1,5 bloku na mecz. 24 listopada 2015 został wybrany Zawodnikiem Tygodnia swojej konferencji. Z powodu wirusowego zapalenia opon mózgowych opuścił 10 następnych spotkań. 30 stycznia 2015 ogłoszono, że Cousins zastąpi podczas Meczu Gwiazd 2015 kontuzjowanego Kobe Bryanta. Cousins został tym samym pierwszym od 2004 roku koszykarzem Kings, który wziął udział w All-Star Game. W samym meczu zdobył 14 punktów i miał 7 zbiórek. 1 kwietnia 2015, w meczu z Houston Rockets, Cousins uzyskał drugie w karierze triple-double, zdobywając 24 punkty, 21 zbiórek, 10 asyst i 6 bloków. Został drugim zawodnikiem, po Kareem Abdul-Jabbarze, który w jednym meczu zanotował 20+ punktów, 20+ zbiórek, 10+ asyst i 5+ bloków. W następnym meczu zdobył 24 punkty, 20 zbiórek i 13 asyst, stając się trzecim zawodnikiem, po Elginie Baylorze i Wilcie Chamberlainie, który uzyskał triple-double z 20+ punkami, 20+ zbiórkami i 10+ asystami w dwóch kolejnych meczach.
W pierwszym meczu sezonu 2015/16, przeciwko Los Angeles Clippers, Cousins zdobył 32 punkty i 13 zbiórek, trafiając 4 z 5 rzutów trzypunktowych. W ciągu żadnego z poprzednich sezonów nie trafił łącznie więcej niż czterech takich rzutów. W trakcie 8 pierwszych spotkań zdobywał średnio 27,5 punktu i 11 zbiórek na mecz. 20 listopada 2015 został zawieszony na jeden mecz za uderzenie przedramieniem w głowę Ala Hroforda. 11 listopada 2015 zdobył 33 punkty i 9 zbiórek oraz ponownie trafił cztery rzuty trzypunktowe. 2 dni później zdobył 40 punktów w spotkaniu z Brooklyn Nets. 16 listopada po raz trzeci w karierze został Zawodnikiem Tygodnia konferencji zachodniej. 23 stycznia 2016 ustanowił nowy rekord kariery pod względem punktów, zdobywając ich 48 w wygranym meczu z Indiana Pacers. Rekord ten poprawił już dwa dni później, uzyskując 56 punktów w spotkaniu z Charlotte Hornets. 28 stycznia po raz drugi w karierze został wybrany do udziału w NBA All-Star Game. 5 lutego 2016, w meczu z Brooklyn Nets, zdobył czwarte triple-double w karierze: 24 punkty, 10 zbiórek i 10 asyst. 14 lutego 2016, w Meczu Gwiazd, Cousins uzyskał 11 punktów i 4 zbiórki.
20 lutego 2017 w wyniku transferu trafił do New Orleans Pelicans.
6 lipca 2018 podpisał roczną umowę z Golden State Warriors, jako wolny agent.
6 lipca 2019 został zawodnikiem Los Angeles Lakers. 23 lutego 2020 został zwolniony. 1 grudnia dołączył do Houston Rockets. 23 lutego 2021 opuścił klub. 5 kwietnia zawarł 10-dniową umowę z Los Angeles Clippers. 16 kwietnia podpisał kolejny, identyczny kontrakt, a 26 kwietnia związał się z klubem do końca sezonu. 30 listopada 2021 został zawodnikiem Milwaukee Bucks. 6 stycznia 2022 został zwolniony. 21 stycznia 2022 zawarł 10-dniową umowę z Denver Nuggets.
11 kwietnia 2023 dołączył do portorykańskiego Mets de Guaynabo.

## Osiągnięcia

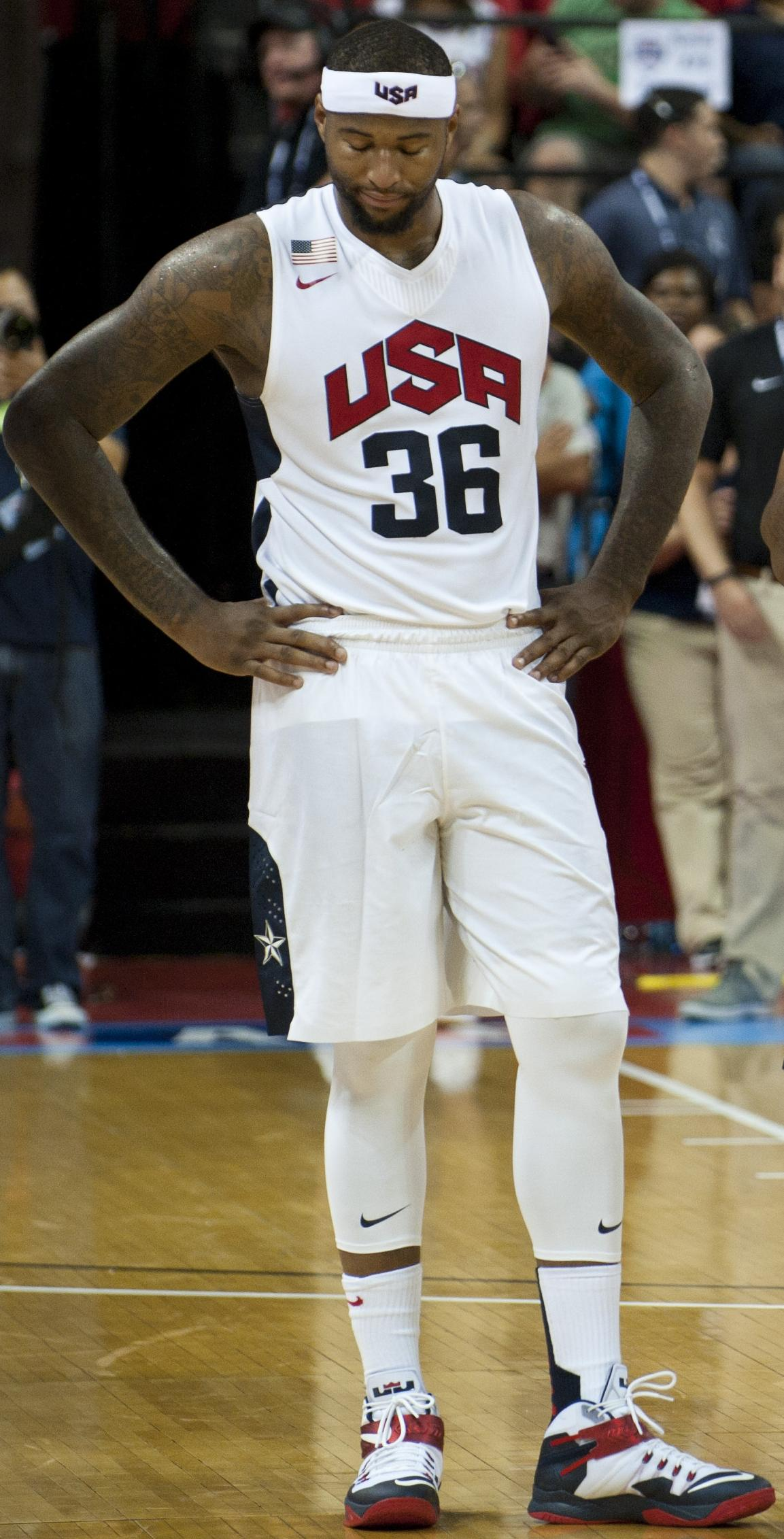
Cousins podczas mistrzostw świata w 2014.

Stan na 11 października 2023, na podstawie, o ile nie zaznaczono inaczej.
NCAA
- Uczestnik rozgrywek Elite Eight turnieju NCAA (2010)
- Mistrz:
  - turnieju konferencji Southeastern (SEC – 2010)
  - sezonu regularnego konferencji SEC (2010)
- Pierwszoroczniak roku SEC (2010)[69]
- Zaliczony do:
  - II składu All-American (2010)
  - I składu:
    - konferencji SEC (2010)
    - turnieju konferencji SEC (2010)
    - pierwszoroczniaków SEC (2010)
    - turnieju Cancun Challenge Riviera Division (2010)

NBA
- Wicemistrz NBA (2019)
- Wielokrotnie powoływany do udziału meczu gwiazd NBA (2015[b]–2017, 2018[c])
- Uczestnik:
  - Rising Stars Challenge (2011, 2012)
  - Skills Challenge (2016, 2017)[73]
- Wybrany do:
  - I składu:
    - debiutantów (2011)[74]
    - letniej ligi NBA (2010)

  - II składu NBA (2015)
- Zawodnik tygodnia (13.01.2014, 24.11.2014, 16.11.2015, 25.01.2016)
- Debiutant miesiąca letniej ligi NBA w Las Vegas (2010)

Reprezentacja
- Mistrz olimpijski (2016)[75]
- Mistrz świata (2014)

## Statystyki w NBA
Na podstawie Basketball-Reference.com (ang.)

Stan na koniec sezonu 2023/24

### Sezon regularny
| Sezon   | Drużyna       | M  | S5 | MPG  | FG%   | 3P%   | FT%   | RPG  | APG | SPG | BPG | PPG  |
| ------- | ------------- | -- | -- | ---- | ----- | ----- | ----- | ---- | --- | --- | --- | ---- |
| 2010/11 | Sacramento    | 81 | 62 | 28,5 | 43,0% | 16,7% | 68,7% | 8,6  | 2,5 | 1,0 | 0,8 | 14,1 |
| 2011/12 | Sacramento    | 64 | 62 | 30,5 | 44,8% | 14,3% | 70,2% | 11,0 | 1,6 | 1,5 | 1,2 | 18,1 |
| 2012/13 | Sacramento    | 75 | 74 | 30,5 | 46,5% | 18,2% | 73,8% | 9,9  | 2,7 | 1,4 | 0,7 | 17,1 |
| 2013/14 | Sacramento    | 71 | 71 | 32,4 | 49,6% | 0,0%  | 72,6% | 11,7 | 2,9 | 1,5 | 1,3 | 22,7 |
| 2014/15 | Sacramento    | 59 | 59 | 34,1 | 46,7% | 25,0% | 78,2% | 12,7 | 3,6 | 1,5 | 1,7 | 24,1 |
| 2015/16 | Sacramento    | 65 | 65 | 34,6 | 45,1% | 33,3% | 71,8% | 11,5 | 3,3 | 1,6 | 1,4 | 26,9 |
| 2016/17 | Sacramento    | 55 | 55 | 34,4 | 45,2% | 35,6% | 77,0% | 10,6 | 4,8 | 1,4 | 1,3 | 27,8 |
| 2016/17 | New Orleans   | 17 | 17 | 33,8 | 45,2% | 37,5% | 77,7% | 12,4 | 3,9 | 1,5 | 1,1 | 24,4 |
| 2017/18 | New Orleans   | 48 | 48 | 36,2 | 47,0% | 35,4% | 74,6% | 12,9 | 5,4 | 1,6 | 1,6 | 25,2 |
| 2018/19 | Golden State  | 30 | 30 | 25,7 | 48,0% | 27,4% | 73,6% | 8,2  | 3,6 | 1,3 | 1,5 | 16,3 |
| 2020/21 | Houston       | 25 | 11 | 20,2 | 37,6% | 33,6% | 74,6% | 7,6  | 2,4 | 0,8 | 0,7 | 9,6  |
| 2020/21 | L.A. Clippers | 16 | 0  | 12,9 | 53,7% | 42,1% | 68,2% | 4,5  | 1,0 | 0,8 | 0,4 | 7,8  |
| 2021/22 | Milwaukee     | 17 | 5  | 16,9 | 46,6% | 27,1% | 81,6% | 5,8  | 1,1 | 0,9 | 0,5 | 9,1  |
| 2021/22 | Denver        | 31 | 2  | 13,9 | 45,6% | 32,4% | 73,6% | 5,5  | 1,7 | 0,6 | 0,4 | 8,9  |

### Play-offy
| Sezon | Drużyna       | M  | S5 | MPG  | FG%   | 3P%   | FT%   | RPG | APG | SPG | BPG | PPG  |
| ----- | ------------- | -- | -- | ---- | ----- | ----- | ----- | --- | --- | --- | --- | ---- |
| 2019  | Golden State  | 8  | 5  | 16,6 | 39,6% | 25,0% | 64,0% | 4,9 | 2,4 | 0,6 | 0,8 | 7,6  |
| 2021  | L.A. Clippers | 7  | 0  | 8,3  | 45,2% | 40,0% | 78,6% | 2,0 | 0,7 | 0,3 | 0,4 | 7,6  |
| 2022  | Denver        | 5  | 0  | 11,4 | 65,5% | 66,7% | 73,3% | 3,4 | 1,2 | 0,6 | 0,2 | 10,6 |
| Razem |               | 20 | 5  | 12,4 | 47,6% | 39,3% | 70,4% | 3,5 | 1,5 | 0,5 | 0,5 | 8,4  |